# Список кардиналов, возведённых папой римским Львом XII
Кардиналы, возведённые Папой римским Львом XII — 25 прелатов были возведены в сан кардинала на восьми Консисториях за 5 с небольшим лет понтификата Льва XII.
Самой большой консисторией, была Консистория от 2 октября 1826 года, на которой было назначено десять кардиналов.

## Консистория от 3 мая 1824 года
- Джованни Баттиста Бусси, генеральный аудитор Апостольской Палаты, избранный архиепископ Беневенто (Папская область);
- Бонавентура Гаццола, O.F.M.Ref., епископ Монтефьясконе (Папская область).

## Консистория от 27 сентября 1824 года
- Карл Каэтан фон Гайсрук, архиепископ Милана, (Ломбардо-Венецианское королевство, Австрийская империя);
- Патрисиу да Силва, O.E.S.A., патриарх Лиссабона (Португалия);
- Тересио Ферреро делла Мармора, бывший епископ Салуццо (Сардинское королевство).

## Консистория от 20 декабря 1824 года
- Педро де Ингуансо-и-Риверо, архиепископ Толедо (Испания);
- Людовико Микара, O.F.M.Cap. (Папская область).

## Консистория от 21 марта 1825 года
- Гюстав-Максимильен-Жюст де Крой, архиепископ Руана (Франция);
- Мауро Каппеллари, O.S.B.Cam., аббат и генеральный викарий своего Ордена (Папская область).

## Консистория от 13 марта 1826 года
- Жан-Батист-Мари-Анн-Антуан де Латиль, архиепископ Реймса (Франция);
- Франсиско Хавьер де Сьенфуэгос-и-Ховельянос, архиепископ Севильи (Испания);

## Консистория от 2 октября 1826 года
- Пьетро Капрано, секретарь Священной Конгрегации Пропаганды Веры (Папская область);
- Шандор Руднаи, архиепископ Эстергома (королевство Венгрия, Австрийская империя);
- Джакомо Джустиниани, архиепископ-епископ Имолы, апостольский нунций в Испании (Папская область);
- Винченцо Макки, апостольский нунций во Франции (Папская область);
- Джакомо Филиппо Франсони, апостольский нунций в Португалии (Папская область);
- Бенедетто Барберини, префект Папского Дома (Папская область);
- Джованни Антонио Бенвенути, апостольский про-легат в провинции Форли (Папская область);
- Джованни Франческо Мараццани Висконти, префект Апостольского дворца (Папская область);
- Томмазо Бернетти, губернатор Рима и вице-камерленго Святой Римской Церкви (Папская область);
- Белизарио Кристальди, казначей Апостольской Палаты (Папская область).

## Консистория от 25 июня 1827 года
- Иньяцио Назалли-Ратти, бывший апостольский нунций в Швейцарии (Папская область);
- Жоакен-Жан-Ксавье д’Изоар, декан Трибунала Священной Римской Роты (Папская область).

## Консистория от 15 декабря 1828 года
- Антонио Доменико Гамберини, епископ Орвьето (Папская область);
- Хуан Франсиско Марко-и-Каталан, губернатор Рима и вице-камерленго Святой Римской Церкви (Папская область).